# Секирово
Секирово (изписване до 1945 година: Сѣкирово) е бивше село и средният от кварталите на българския град  Раковски. Селището е разположено на един  километър южно от пътя Пловдив-Брезово-Казанлък. Старото име на населеното място е Балтаджии (изписвано и Балтаджа). 
В квартала действа енория „Свети Архангел Михаил“ на Софийско-пловдивската католическа епархия.

## История
Едни от първите сведения за село Балтаджа са в османските данъчни регистри от XVI в. Там селището фигурира с имената Балтаджъ (на османски турски: بالتهجى, на турски: Baltacı) и Кадирджикли. Приходът на селището е формиран от данъчно облагане върху добив от: пшеница, ечемик, кошери,  сено, плодове, зеленчукови градини, и  други такси. В Джелепкешанския регистър от 1576 г. в селото са вписани 17 джелепкешани. В регистър от 1596 г. също е записано, че селото има имам.
През следващите векове в района на селището започват да се завръщат от Северна България българи-павликяни, които със времето приемат католицизма. Първите сведения за покръстване в Балтаджа са в регистър на венчавки и кръщенета от 1695 – 1699 г. През XVII в. сведения за селото са оставили епископ Никола Радовани, който в средата на века пише, че с селото е намерил 49 католически къщи с 375 души и апостолически викарий на Софийско-пловдивския апостолически викариат Петър Ковачев (Царски), който в рапорт до Конгрегацията от 14 август 1794  отбелязва, че в селото има 384 души и малко турци. Не се съобщава за храм и вероятно християните са обслужвани от приходящи духовници от съседното село Калъчлий.
Документирани сведения за постоянен свещеник в Балтаджа има за отец Йосиф Арабаджийски, който е назначен за енорист в селото след завръщането си в България през 1832 г. През 1836 г. в Балтаджа имало 70 къщи, 500 жители и други 400 работели и живеели по околните турски чифлици, 40 новородени, 20 умрели и 8 женитби.
Приемането на католицизма не става бързо и лесно. Историята пази множество случаи на гонене на мисионери и бягства на цели семейства от местата, където те активно проповядват и действат. Процесът завършва през 1839 година с присъединяването към католицизма на последните павликянски семейства от село Балтаджа. Последната непокръстена павликянка от селото е била баба Съба Петкова. С помощта на турските власти, епископ Иван Птачек и мисионерите-редемптористи Матия Граф и Игнат Кристоф, всички по произход чехи, публично я унизили, малтретирали и изгорили старите ѝ книги. Не след дълго, тя починала.
Първата църква в селото е построена през 1839 г. След пристигане на отец Андреа Канова от ордена на капуцините в България през 1841 г., той е бил поканен да освети новоизградената църква. Той отказва с мотива, че постройка от плет и кал не може да бъде храм. През 1844 г. той успява да получи султански ферман за стоежа на малка църква и на 24 ноември 1844 г. той благославя първата църква с масивен строеж в селото. 
През 1862 г. отец Яко Яковски е назначен за енорист в село Балтаджа. Следващата година той успява да убеди общината да отпусне средства за създаване на първото училище и става пръв негов преподавател. През 1867 г. успява да построи по-голяма църква, която е благословена през август.
По време на Руско-турската освободителна война свещеникът на село Балтаджа отец Ернесто Саватоне съобщава, че в едно стопанство в съседното село Алифакъх е изоставен от турците голям склад с храна. Русите, които нямали възможност да вземат храната със себе си, помолили жителите на Балтаджа да я пазят. Местното население с голямо усърдие изпълнило тази задача и по-късно временното руско управление в българските земи решило да възнагради общината за старанието и след продажбата на получения ориз от една ферма, дали една десета от стойността на ориза (9346.50 гроша) на общината в Балтаджа. С тези средства, с помощта на местното население и със средства на отец Ернесто през 1879 г. е построена нова сграда на училището.
След Освобождението на България селото носи името Балтаджии и много жителите, които са работели по турските чифлици, се прибират да живеят постоянно в селото. Появява се необходимост от по-голяма църква. Отец Ернесто Саватоне започва да събира средства за нова църква. Така на 8 май 1887 г. е поставен първият ѝ камък. В началото на XX в. е построена и камбанария до храма.
Потребителна кооперация в Балтаджии е създадена през 1906 г., като земеделско спестовно дружество с цел кредитиране на земеделските стопани и ограничаване на ширещото се лихварство. Кооперацията има важна роля в процеса на откупуване на земите от жителите на Балтаджии от изселващите се турци в Алифаково.
В началото на 1909 г. в селото е създадено читалище „Петър Богдан Бакшев“. В началото на юни 1921 г. Окръжният съвет в Пловдив прави предложение село Балтаджии да се преименува на село Бориславово.
В периода между световните войни са съществували следните църковни културни и просветни дружества в Балтаджии – дружество „Богдан Бакшич“ (1928), Младежко културно-просветно дружество „Св. Архангел Михаил“ (1930) и католическото дружество „Св. Андрей“.
Първият трус на Чирпанското земетресение регистриран в 11 часа 20 минути преди обяд на 14 април 1928 г. срутва камбанарията на църквата в селото. Вторият трус на 18 април в 21 часа и 20 минути вечерта срутва училището, енорийския дом и самата църква (остават непокътнати само олтара, статуите от олтара и кръстът с Исус Христос). Много частни домове са изцяло или частично разрушени. Цар Борис III и епископ Викенти Пеев посещават селото и околните села на другия ден и организират първата материална и духовна помощ. На 20 април Цар Борис отново обикаля селата заедно с брат си.
Строежът на нова църква започва през 1930 година. Главна заслуга за това има Апостолическият делегат в България Анджело Ронкали. Св. Папа Пий XI отпуска значителни средства за времето си. Сградата е трикорабна базилика с две квадратни камбанарии. Храмът е завършен през 1931 г. и осветен на 8 декември същата година.
През 1930-те години в селото има клон на дружество „Червен кръст“ и клон на Съюза за закрила на децата в България, които са закрити по време на войната. На 14 август 1934 година е преименувано на Секирци. На 7 декември 1934 година името е променено на Секирево, на 26 юни 1943 година - на Архангелово и на 27 април 1945 година - на Секирово. На 29 ноември 1936 г. е пусната в експлоатация електрическата мрежа в селото. То е захранвано от електроцентрала „Въча“. Стоежът на общинския дом (съвета) започва през август 1941 г. по време на мандата на кмета Иван Петков.
През периода 1946 – 1949 г. е прокаран водопроводът в селото.  На 3 октомври 1948 г. е основано ТКЗС в селото. Първоначално има 45 члена с хиляда декара земя и 5 крави. Първият председател е Иван Лесов.
На 15 октомври 1954 година селото е слято с Генерал Николаево,а на 22 декември 1961 година е отделено.
Енорийският дом е конфискуван и в края на 50-те години в него е настанено родилно отделение. След това сградата е използвана от читалището. През 1959 г. е изграден стадион в селото.
През 1963 е открита сегашната сграда на училище „Христо Ботев“. В старата сграда на училището започва да работи детска градина с 24 деца. Директор е Мария Кънева.
На 3 февруари 1966 г. селищата Генерал Николаево, Парчевич и Секирово се обединяват в ново населено място – град Раковски.

## Численост на населението
През 1742 г. селото има 316 жители, един век по-късно през 1842 г. те са 940, а през 1848 г. - 1 133. През първото преброяване след Освобождението, селото има общо 1 881 жители (967 мъже и 1008 жени), а две години по късно общо 2022. През 1900 г. селото наброява около 2 500 души и е най-голямото в околия Сърнена гора. През 1916 г. жителите му са 3 700, през 1934 г. - 4 900, а през 1943 г. около 5 200. При създаване на град Раковски, селото е наброявало около 6 500 души. При честване на 50-та годишнина на град Раковски през 2016 година, квартал „Секирово“ има 8 313 жители.